# ثورة العمال

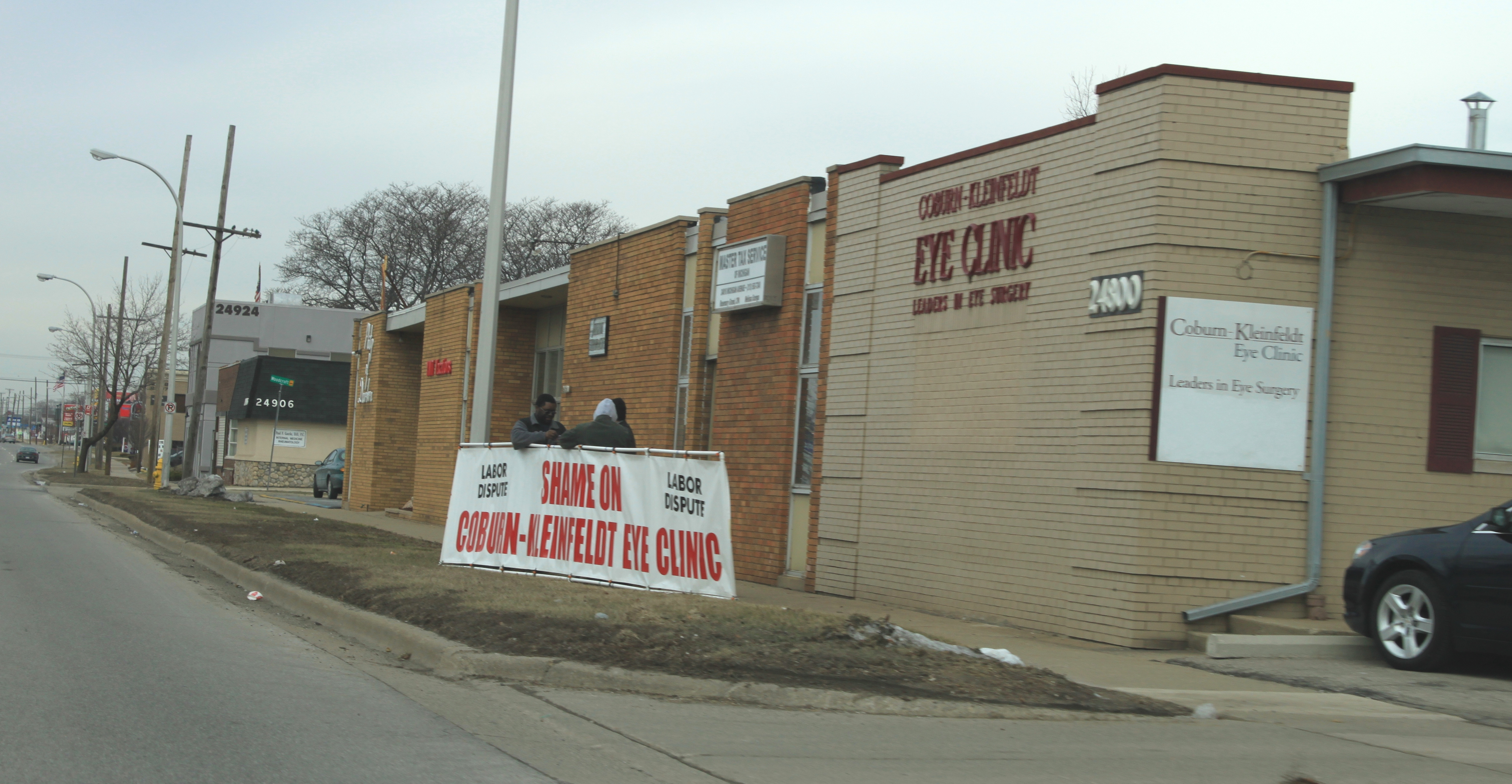

يشير مفهوم ثورة العمال أو «انتفاضة العمال» إلى فترة من الاضطرابات المدنية تميزت بتمرد قوي للعمال بالإضافة إلى أنشطة الإضراب. وغالبًا ما يوفر تاريخ الثورات العمالية الأساس التاريخي لكثير من دعاة الشيوعية، والاشتراكية والأناركية، مصحوبةً بالعديد من الثورات التي قامت في جميع أنحاء العالم في كل من القرنين التاسع عشر والعشرين.

## ثورات العمال في فرنسا
لقد كانت ثورات عمال الحرير بمدينة ليون، فرنسا أول انتفاضة عمالية للثورة الصناعية محددة المعالم. ووقعت الثورة الأولى في نوفمبر 1831 وأتبعها عدد من الثورات اللاحقة التي وقعت في عامي 1834 و1848. وبعد إغلاق أبواب ورش العمل الوطنية بعد ثورة 1848 في باريس، خلّف ذلك انتفاضة في باريس تضمنت 100000 متمردٍ شاركوا فيها في معركة استمرت ثلاثة أيام مع الجيش والمتطوعين وقوات الاحتياط.
أشاد كل من الأناركيين والاشتراكيين بـ كومونة باريس بفرنسا (1871) باعتبارها الافتراض الأول لاستعمال السلطة من جانب الطبقة العاملة، ولكن في نفس الوقت، أسهم الخلاف في السياسات التي طبقتها الكومونة في حدوث انقسام بين الفصيلتين.

## ثورات العمال في الولايات المتحدة
وقعت أحداث إضراب السكك الحديدية العظيم لعام 1877 وانتفاضة شاموكين 1877 في الولايات المتحدة.
لقد كانت معركة جبل بلير بمقاطعة لوجان، فيرجينيا الغربية، الولايات المتحدة (1921) أكبر انتفاضة مسلحة منظمة في تاريخ حزب العمال الأمريكي، وكان لها تأثيرٌ كبيرٌ على قانون العمل بالولايات المتحدة.

## ثورات العمل بروسيا وألمانيا وأوروبا الشرقية
أدت الثورة الروسية (1905) إلى إنشاء سانت بطرسبرغ السوفيتي أو مجلس العمال الذي أصبح نموذجًا للنشاط الثوري الأكثر شيوعية. وبعثت روح الحياة في الشعب السوفيتي من جديد في الثورة الروسية (1917) وجرى تكرار هذا النموذج في ثورة نوفمبر 1918–1919، والجمهورية السوفيتية البافارية والجمهورية السوفيتية المجرية.
تشبه بعض النشاطات الثورية داخل الكتلة الشرقية ثورات العمال، مثل انتفاضة 1953 في ألمانيا الشرقية، والثورة المجرية لعام 1956، واحتجاجات 1970 البولندية على الرغم من أن العديد من الشيوعيين سيشككون في ذلك باعتباره نشاطًا «ثوريًا مضادًا».

## ثورات العمال في بريطانيا العظمى
يرمز عهد كلايديسيد الحمر إلى فترة من العمل والتمرد السياسي شهدته مدينة غلاسكو، باسكوتلندا في الفترة بين العقد الأول من القرن العشرين وثلاثينيات القرن العشرين. ومن أحدث الحالات المشهورة الناتجة عنها، رفع العلم الأحمر في معركة جورج سكوير لعام 1919.

## ثورات العمال في أسبانيا
- إضراب عمال المناجم الأستوريين لعام 1934

## ثورات العمال في الأماكن الأخرى
يزعم بعض المراقبين أن احتجاج 1968 كان جزءًا من «الموجة الثورية»، مصحوبة بالكثير من الأنشطة التي يثيرها الطلاب.
- حركة التحول الديمقراطي الغوانغجوية بكوريا الجنوبية، 1980
- ثورة نغي-تينه 1930–1931 الهند الصينية الفرنسية
- الانتفاضة الأناركية البرازيلية 1917–1918
- كومونة سايجون، فيتنام 1945

## وصلات خارجية
- The Nghe-Tinh Revolt
- 1917–1918: The Brazilian anarchist uprising